# 方丹莱吕克瑟伊
方丹莱吕克瑟伊（法語：Fontaine-lès-Luxeuil，法語發音：[fɔ̃tɛn lɛ lyksœj]，意为“吕克瑟伊附近的方丹”）是法国上索恩省的一个市镇，属于吕尔区。

## 地名
“方丹”（Fontaines）意为“泉”。法语地名通名在“枫丹白露”（Fontainebleau）等少数拥有传统译名的地名中译作“枫丹”，不过在《世界地名翻译大辞典》、《世界地名译名词典》和《法国地图册》等主流地名译名类书籍资料中多译作“方丹”。

## 地理
方丹莱吕克瑟伊（47°51'20"N, 6°20'5"E）面积27.73 平方千米，位于法国勃艮第-弗朗什-孔泰大區上索恩省，该省份为法国东部内陆省份，北起顺时针与孚日省、贝尔福地区省、杜省、汝拉省、科多尔省和上马恩省接壤。
与方丹莱吕克瑟伊接壤的市镇（或旧市镇、城区）包括：科尔伯奈、富日罗勒-圣瓦尔贝、欧特韦勒、呂克瑟伊萊班、瑟穆斯河畔圣卢。
方丹莱吕克瑟伊的时区为UTC+01:00、UTC+02:00（夏令时）。

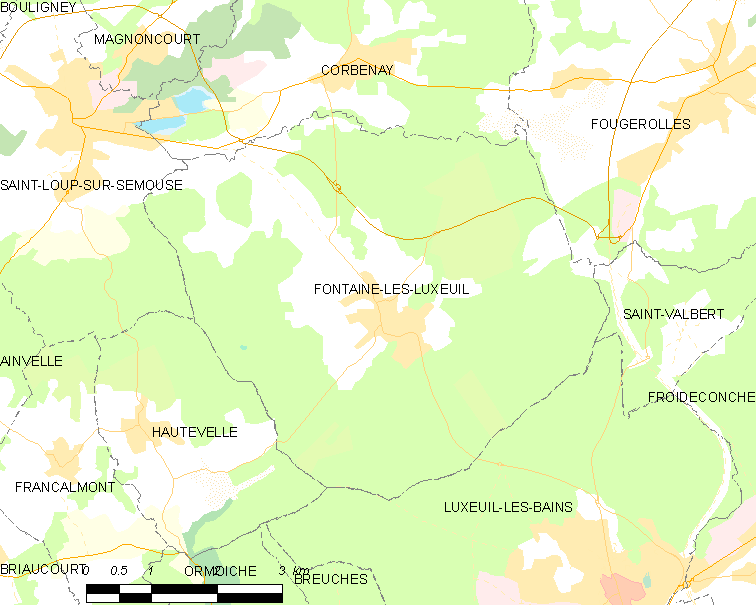
方丹莱吕克瑟伊的OSM定位图

## 行政
方丹莱吕克瑟伊的邮政编码为70800，INSEE市镇编码为70240。

## 政治
方丹莱吕克瑟伊所属的省级选区为瑟穆斯河畔圣卢县。

## 人口

1962-2008年间方丹莱吕克瑟伊人口变化图示

方丹莱吕克瑟伊于2022年1月1日时的人口数量为1329人。